# Six Feet Down Under EP
Six Feet Down Under EP è il secondo EP del gruppo musicale statunitense Metallica, pubblicato il 20 settembre 2010 dalla Universal Records.

## Descrizione
Pubblicato inizialmente soltanto in Australia e in Nuova Zelanda e in un secondo momento anche attraverso il sito ufficiale del gruppo, Six Feet Down Under EP contiene otto brani eseguiti dal vivo tra l'Australia e la Nuova Zelanda tra il 1989 e il 2004. In sei di questi brani è presente l'allora bassista dei Metallica Jason Newsted.

## Tracce
1. Eye of the Beholder – 6:33
2. ...And Justice for All – 9:53
3. Through the Never – 3:40
4. The Unforgiven – 7:02
5. Low Man's Lyric (Acoustic) – 7:00
6. Devil's Dance – 5:49
7. Frantic – 7:46
8. Fight Fire with Fire – 5:09

## Formazione
- James Hetfield – chitarra, voce
- Lars Ulrich – batteria
- Kirk Hammett – chitarra
- Jason Newsted – basso, cori (tracce 1-6)
- Robert Trujillo – basso, cori (tracce 7 e 8)